# Ramon Novarro

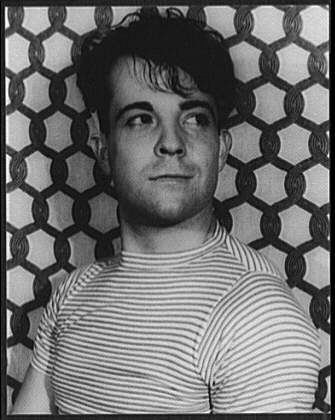
Ramon Novarro, 1934.
Foto: Carl Van Vechten

Jose Ramón Gil Samaniego, mer känd som Ramon Novarro, född 6 februari 1899 i Durango i Mexiko, död 30 oktober 1968 i Los Angeles i Kalifornien, var en mexikansk-amerikansk skådespelare.

## Biografi
Ramón Novarro kom till Los Angeles 1914 där han började arbeta som sjungande servitör och medverkade i en del varietéer. Novarro fick statistroller i filmer från 1917.
Han fick sitt genombrott 1923 i Scaramouche. Hans mest minnesvärda roll är titelrollen i Ben-Hur 1925.
Novarro konkurrerade med Rudolph Valentino om platsen som förste älskare i filmer, men blev aldrig lika populär, även om han var en av stumfilmens ledande aktörer. I slutet av 1940-talet återkom han som karaktärsskådespelare inom ljudfilmen. 
Novarro mördades av två manliga prostituerade 1968.

## Filmografi i urval
- 1921 – The Four Horsemen of the Apocalypse
- 1922 – Fången på Zenda
- 1923 – Scaramouche
- 1925 – Ben-Hur
- 1927 – Gamla Heidelberg
- 1928 – Across to Singapore
- 1929 – Söderhavets sång
- 1932 – Mata Hari
- 1949 – Jakten genom Mexico
- 1949 – Natt över Kuba
- 1950 – Operation X
- 1960 – Vild blondin i västern